# Cut Piece
Cut Piece est une œuvre pionnière de l'art de la performance et du travail participatif, réalisée pour la première fois par l'artiste multimédia d'avant-garde, musicienne et militante pour la paix nippo-américaine Yoko Ono le 20 juillet 1964, au Yamaichi Concert Hall de Kyoto, au Japon. C'est l'une des premières et des plus importantes œuvres du mouvement artistique féministe et de Fluxus.
Yoko Ono a interprété cette œuvre à six reprises. S'appuyant sur l'une de ses partitions d'événement (un ensemble d'instructions pour sa performance), Yoko Ono s'est assise sur la scène, a posé une paire de ciseaux devant elle et a invité le public à couper des morceaux de ses vêtements. Cut Piece est censé aborder le matérialisme, le genre, la classe, la mémoire et l'identité culturelle. Elle a fini par être considérée comme une œuvre d'art de la performance proto-féministe emblématique. Cette œuvre possède également un message anti-guerre sous-jacent avec une inspiration trouvée dans le bouddhisme zen et shintoïste. En plus des six représentations de Yoko Ono, Cut Piece a été mise en scène par de nombreux autres artistes et a inspiré des artistes et des collectifs féministes et anti-guerre depuis sa première représentation en 1964.

## Description et interprétations générales
Cut Piece est une partition pour un événement composée par Yoko Ono, créée en 1964. C'est l'une de ses œuvres les plus connues et elle est considérée comme l'un des premiers exemples d'art de la performance. Elle a interprété cette pièce six fois au total. L’intention derrière ses partitions était, en partie, que l’œuvre puisse être interprétée par n’importe qui, ce qui aboutit car Cut Piece a été réinterprétée par de nombreux artistes de tous les sexes. La partition demande à l'interprète de s'asseoir sur scène et de rester immobile tandis que les membres du public s'approchent et découpent des morceaux de ses vêtements. L'idée de la théorie de la réception est importante pour la création de sens dans Cut Piece, l'idée selon laquelle le spectateur joue un rôle aussi important que l'artiste dans l'investissement de sens dans une œuvre d'art. En effet, en raison de l’ambiguïté relative de l’œuvre, elle suscite de nombreuses lectures, certaines voulues par Yoko Ono elle-même et d’autres déduites par le public. D’autres artistes et historiens considèrent le genre, l’identité nationale, la mémoire et le contexte historique comme lectures possibles. En raison de la nature de l’interaction entre Yoko Ono et les membres du public lors des représentations à New York et à Londres, beaucoup l’ont interprété comme une œuvre proto-féministe abordant les questions de la violence sexiste, de l’objectification et de la soumission des femmes.
Cut Piece explore également la relation entre l’artiste, l’œuvre d’art et le spectateur. L’œuvre soulève des questions sur la relation entre le public et l’artiste, en faisant du public un collaborateur. En raison de l’ambiguïté et du potentiel aléatoire, il existe une ouverture qui permet la création de significations multiples. Chaque représentation varie en fonction de la teneur du public. Certaines performances se déroulent lentement et d’autres à un rythme rapide. Certaines personnes coupent doucement et d’autres sont plus agressives. En 1966, elle écrit à propos de son expérience de la performance à Londres : « Les gens ont continué à couper les parties de moi qu'ils n'aimaient pas. Finalement, il ne restait que la pierre qui était en moi, mais ils n'étaient toujours pas satisfaits et voulaient savoir à quoi cela ressemblait dans la pierre ».
Selon Julia Bryan-Wilson, Cut Piece se compose de trois actions interdépendantes : l'invitation, le sacrifice et le souvenir. L'invitation se produit lorsque Yoko Ono invite le public à participer, à s'approcher de la scène et à couper un morceau de son vêtement. Yoko Ono a déclaré qu'elle portait toujours une tenue composée de ses plus beaux vêtements pour la représentation, ce serait donc une véritable offrande. Cette soumission de Yoko Ono aux coups du public signifie le sacrifice. Le souvenir réside dans le fait de demander au public de conserver le morceau de tissu ou, comme lors de la performance de 2003, de l’envoyer à un être cher, un acte de partage et de souvenir permanent.

## Performances
Les six représentations de Cut Piece diffèrent en fonction du lieu et de la participation du public. En raison de ses multiples itérations et de la façon dont l'œuvre change à chaque fois qu'elle est exécutée en fonction du contexte temporel, du lieu, du public et de l'intention de l'artiste, Clare Johnson a décrit Cut Piece comme représentant une « série de temps présents ».

### Kyoto 1964
La première représentation de Cut Piece a eu lieu à Kyoto le 20 juillet 1964 au Yamaichi Hall de Kyoto et faisait partie d'une soirée de performances de Yoko Ono, Tony Cox et Al Wonderlick, intitulée Contemporary Avant-Garde Music Concert: Insound and Instructure,. Dans le programme, Yoko Ono s'est identifiée comme une « musicienne d'avant-garde américaine ».
Yoko Ono était assise seule sur la scène, les jambes croisées, dans ses plus beaux vêtements, ses longs cheveux drapés sur ses épaules. Le public s'est relayé pour monter sur scène et se joindre à sa performance, coupant des morceaux de ses vêtements avec des ciseaux. Son expression restait posée et silencieuse tandis que son corps restait immobile. Pour la dernière étape de la performance, son corps était entièrement exposé. Le public descendait les marches en tenant les restes de ses vêtements et il leur était permis de garder ces morceaux avec eux. En tant qu’œuvre pionnière, Yoko Ono place le spectateur dans une position très importante et constitue un élément important de Cut Piece.
Elle a présenté d’autres œuvres ce soir-là, notamment Fly Piece et Word of Mouth Piece, deux autres performances conceptuelles qui nécessitaient également la participation du public. Ces pièces préparaient le public à participer à Cut Piece, en l'engageant dans la réalisation de l'œuvre en l'impliquant dans des activités à faibles enjeux, souvent fantaisistes ou amusantes nécessitant un esprit de fantaisie, d'interaction et d'imagination.
Yoko Ono se souvient des longs silences lors de cette première représentation et de la difficulté pour les gens d'approcher de la scène. Il y a eu un cas de violence potentielle lorsqu'un membre du public a tendu les ciseaux comme s'il allait la poignarder. Jieun Rhee se demande si cette colère était dirigée contre Yoko Ono en tant que femme ou en tant qu'Américaine à une époque d'ambivalence japonaise envers les États-Unis en raison de la politique d'après-guerre.

### Tokyo 1964
La deuxième représentation a eu lieu à Tokyo au Sogetsu Kaikan Hall le 11 août 1964, avec à nouveau Tony Cox et son collègue artiste Fluxus Jeff Perkins, pour le concert d'adieu de Yoko Ono : Strpiptease Show. Le programme comprenait également Sproutmotional Whisper ainsi qu'une publicité pour son nouveau livre Grapefruit. Elle a déclaré plus tard que le striptease dans le titre du spectacle faisait référence à un « dépouillement de l'esprit » dans son essai de 1966 « To the Wesleyan People (Who Attended the Meeting) ». De plus, dans une interview qu'elle a donnée peu avant de quitter le Japon, Yoko Ono a déclaré que « ce qu'un être humain veut vraiment exprimer, c'est un strip-tease, et c'est aussi l'apogée des arts ». Peut-être que la représentation physique de son corps au spectateur, et finalement la représentation de l'âme de l'artiste à travers son travail, est liée à l'intention de donner qu'elle souhaitait exprimer dans Cut Piece.

### Londres 1966
Les quatrième et cinquième itérations de Cut Piece ont été réalisées sur deux soirées dans le cadre du Destruction in Art Symposium (en), les 9 et 10 septembre 1966, à l'Africa Centre (en) de Londres. Le symposium était organisé par l'artiste/activiste Gustav Metzger et s'inscrivait dans la lignée des politiques de gauche et de la contestation culturelle. Metzger a commenté à propos de Cut Piece : « C'était mieux que ce à quoi je m'attendais. Plus fort. Et très dérangeant ». L'inclusion de Cut Piece dans ce symposium a placé l'œuvre dans le contexte de la contestation.

## Lecture féministe
Les lectures féministes de Cut Piece se concentrent souvent sur le concept féministe du « regard », faisant référence à l'objectivation du corps féminin et à la violence exercée sur lui « médiatisée par des régimes de vision ». Dans ce contexte, l'œuvre aborde le voyeurisme, l'agression sexuelle, la subordination de genre, la violation de l'espace personnel, la violence contre les femmes. Cut Piece est la première performance à aborder le potentiel de violence sexuelle dans les spectacles publics. Interrogée sur le féminisme de Cut Piece, Yoko Ono a déclaré qu'elle « n'avait aucune notion de féminisme ». Cependant, en tant que femme évoluant dans le monde de l'art des années 1960, misogyne et dominé par les hommes, elle était certainement consciente de la dynamique de pouvoir du genre et de la subordination des femmes qui finiraient par déclencher le mouvement de libération des femmes et elle ne s'est pas opposée aux lectures féministes de son travail.

## Lecture anti-guerre
La performance peut également être lue comme une protestation contre la guerre et comme une réponse spécifique aux événements de la Seconde Guerre mondiale, y compris l'expérience de la propre famille de Yoko Ono. Cette lecture est particulièrement pertinente à la lumière de l’activisme anti-guerre de Yoko Ono tout au long de sa vie. Cut Piece peut être examiné dans le contexte de la dévastation massive des bombardements d'Hiroshima et de Nagasaki et de ses conséquences ainsi que de la violence imminente de la guerre du Vietnam qui allait bientôt dominer la conscience mondiale. Ces deux événements ont ignoré toute distinction entre civils et combattants, la majorité des victimes civiles étant des femmes et des enfants. Cette lecture élargit la perspective féministe générale du « déshabillage comme violence » et ouvre l’ouvrage à un féminisme plus large qui comprend la guerre comme une question profondément féministe et considère la « circulation du corps féminin dans la politique mondiale ». En intégrant les atrocités de la guerre et les conséquences émotionnelles et matérielles subies par ses victimes dans le champ des préoccupations féministes, on ouvre le débat à des discussions sur non seulement la violence infligée à l’individu, mais aussi sur la dévastation infligée à une population collective et sur l’impact de la guerre sur les femmes.
Après les bombardements, l'armée américaine a documenté la dévastation et les effets sur les survivants, en publiant de nombreuses photos de personnes dont les vêtements avaient été partiellement déchirés par l'explosion. Initialement supprimées, ces images ainsi que les témoignages de survivants ont été rendus publics et certains des vêtements ont été exposés dans des musées. Cela s'accompagnait d'une vague de récits personnels et d'œuvres d'art réalisées par les hibakusha, les survivants japonais de la guerre atomique, dont la plupart représentaient des vêtements déchirés. Ces images sont des précédents de Cut Piece, et le corps de Yoko Ono dans l'œuvre peut être vu comme étant en dialogue avec elles. La découpe des pièces, réduisant les vêtements d'Ono en lambeaux alors qu'elle était assise et vulnérable, est une reconstitution vivante et changeante de la violence des explosions nucléaires. Cette interprétation met en avant un devoir de mémoire. En laissant aux participants le souvenir du tissu qu'ils ont découpé, c'est un geste de réparation plein d'espoir ainsi qu'un gage de souvenir, quelque chose pour les empêcher d'oublier. Dans ce contexte, « l'art de Ono ne présente pas la survivante comme blessée, mais la survivante comme témointe - non pas le corps comme une source authentique de douleur et d'expérience, mais comme médiatisé par l'histoire et ses effets".
Le don et le souvenir impliqués dans Cut Piece reflètent l'optimisme inhérent à plusieurs de ses œuvres telles que Promise Piece (1966) et Morning Piece (1964), qui, comme Cut Piece, emploient toutes deux des notions de commémoration et laissent au public des objets commémoratifs, des souvenirs, qui servent également à inclure le spectateur dans l'histoire de l'événement et lui demandent de construire la mémoire. Cet acte de donner et de recevoir relie le passé, le présent et le futur et fait du spectateur/participant un porteur de souvenirs. L’optimisme, même s’il est teinté de la violence du passé, évoque une promesse pour l’avenir, si nous pouvons éviter les guerres et la violence futures. Les fragments de ces performances rappellent les ravages causés par cette violence. Les lectures anti-guerre donnent à l'œuvre l'espace de fonctionner comme « un geste de réparation et un rituel de souvenir » ainsi que d'explorer la relation complexe entre l'agression et la générosité dans l'œuvre. La performance d'Ono plus tard en 2003 rend cet aspect de l'œuvre plus clair, car elle déclare explicitement son intention de propager la paix et la réconciliation au lendemain des attentats terroristes du 11 septembre et de la guerre imminente en partageant un artefact de la performance, un morceau de son vêtement.